# 분자 모형
분자 모형(分子模型)은 분자와 그 과정을 표현하는 물리적 모형을 말한다. 분자 속성과 그 행위의 수학 모델을 생성하는 일은 분자 모델링이라고 부르며 시각화한 표현은 분자 그래픽스라고 부른다.

## 개요
분자 모형은 분자(分子)는 원자(原子)로 이루어져 있다. 자연계에 존재하는 원자의 종류(원소)는 100개 정도밖에 안 되지만, 원자끼리의 결합 방법은 무수히 많아 방대한 종류의 분자가 형성된다. 원자와 원자의 결합은 엄밀한 규칙에 의해 지배되고 있기 때문에 컴퓨터에 그 모델을 프로그램할 수 있다.  분자의 화학적, 생물학적 성질의 대부분은 그 형상에 의해 결정된다. 그러나 분자에 어떤 원자가 들어 있는지를 알고 있어도, 그 분자가 어떤 형상을 하고 있는지는 분명하지 않은 경우가 많다.  이와 같은 경우, 원자 물리학의 규칙을 적용하여 가능성이 있는 분자구조를 검토하는 데에 컴퓨터를 사용할 수가 있다. 컴퓨터는 가장 가능성이 높은 형상을 가르쳐 준다.  한편, 질병의 원인을 규명하려 할 때는 먼저 원인이 되는 특정의 분자를 분리시키기 위해서 흔히 생화학적 방법을 쓴다. 그런 뒤에 컴퓨터를 이용하여 그 분자 형성의 모형을 만든다. 또한 컴퓨터를 이용하여 유해한 분자의 영향을 막을 수 있는, 바른 형상과 성질을 가진 새로운 분자를 설계할 수도 있다. 이와 같은 프로그램은 질병에 대한 새로운 의약품이나 치료법을 발견하려는 연구에 커다란 힘이 되고 있다.  단백질과 같은 큰 분자의 모형을 만들어 화면에 표시하기 위해서는, 몇천이라는 원자의 상대적 위치에 관한 정보를 컴퓨터에 주지 않으면 안 되기 때문에 큰 능력을 가진 컴퓨터가 필요하다. 다른 원자는 다른 색과 크기로 표시된다. 컴퓨터는 어느 원자가 앞쪽에 있으며, 어느 원자가 다른 원자의 그늘에 가려져 있는가를 계산한다. 마지막으로 컴퓨터는 각각의 원자에 그늘을 붙여서 공(球)처럼 보이게 한다.  인플루엔자나 에이즈와 같은 병을 일으키는 바이러스도 컴퓨터를 이용해 모형을 만들고 시각화(視覺化)시킬 수가 있다. 이 모형은 연구자가 그 바이러스에 대한 백신을 만들 때에 도움이 된다. 그러나 바이러스는 변화하므로, 몇 년 후에는 변화한 바이러스에 대한 새로운 백신을 만들어야 한다.  컴퓨터는 실험을 자동화하고 그 결과를 분석함으로써, 분자 구조의 해명을 도울 수가 있다. 유전 물질의 기초가 되고 있는 분자를 DNA라고 하는데, 인간의 DNA는 단 4종류의 작은 분자가 몇백만 개나 연결된 길다란 사슬로 되어 있다. 만약 컴퓨터를 사용하지 않는다면, 이 4종류의 분자의 정확한 배열법을 발견하는 데 몇천 년은 걸릴 것으로 추산된다.

## 같이 보기
- 분자 모델링
- 공간채움 모형